# Podłuże (Gorzyce)
Podłuże – część wsi Gorzyce w Polsce położona w województwie podkarpackim, w powiecie przeworskim, w gminie Tryńcza, w sołectwie Gorzyce.
W latach 1975–1998 miejscowość położona była w województwie przemyskim.
Podłuże jest położone przy lesie „Przymiarki” i drodze do Jagiełły i Gniewczyny Łańcuckiej. W 1852 roku na Podłużu było tylko 17 domów.
Znajduje się tu cmentarz wojenny z I wojny światowej.

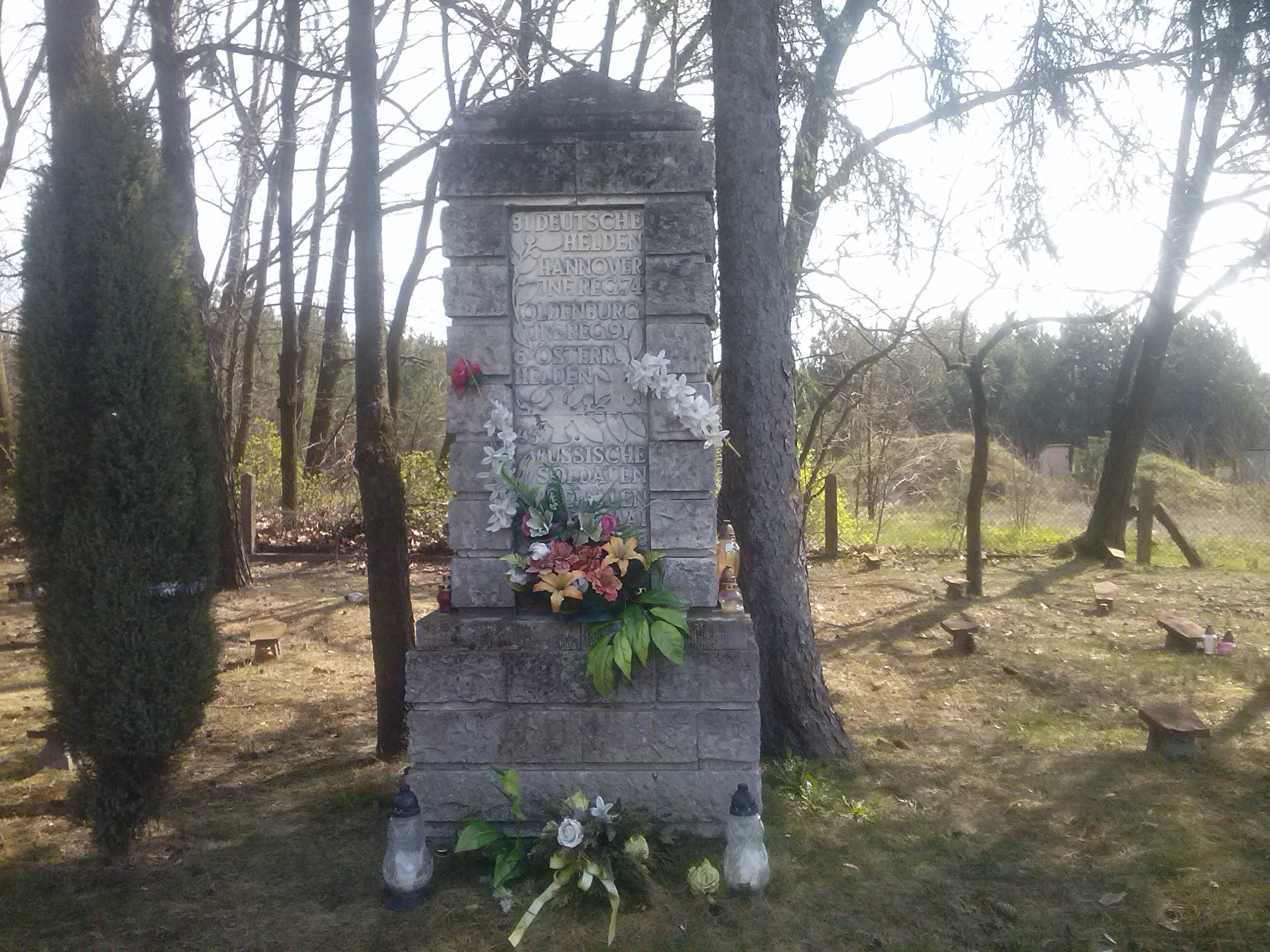
Obelisk pamięci na cmentarzu wojennym z I wojny światowej
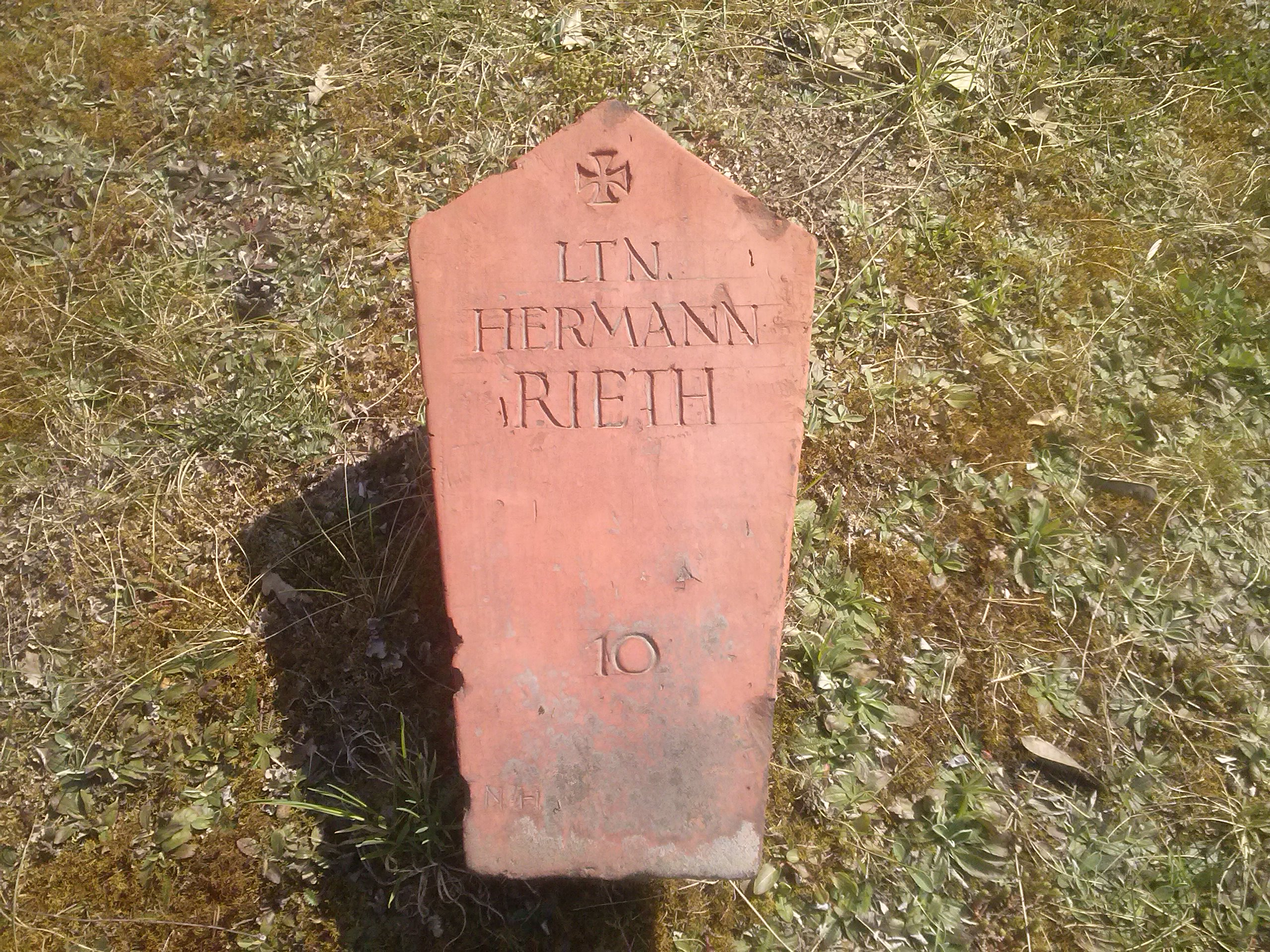
Tablica na nagrobku
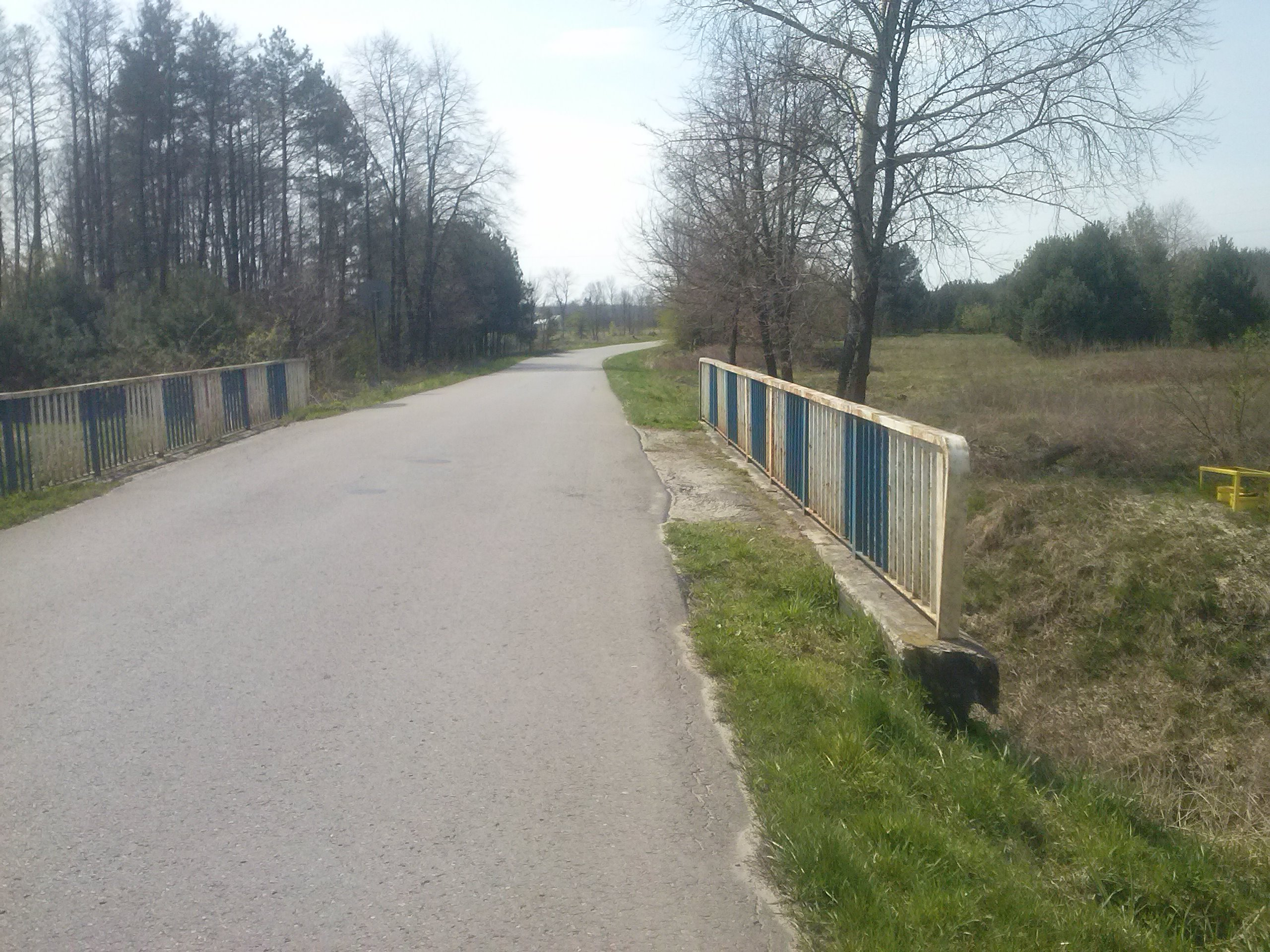
Most na rzece Przykopie
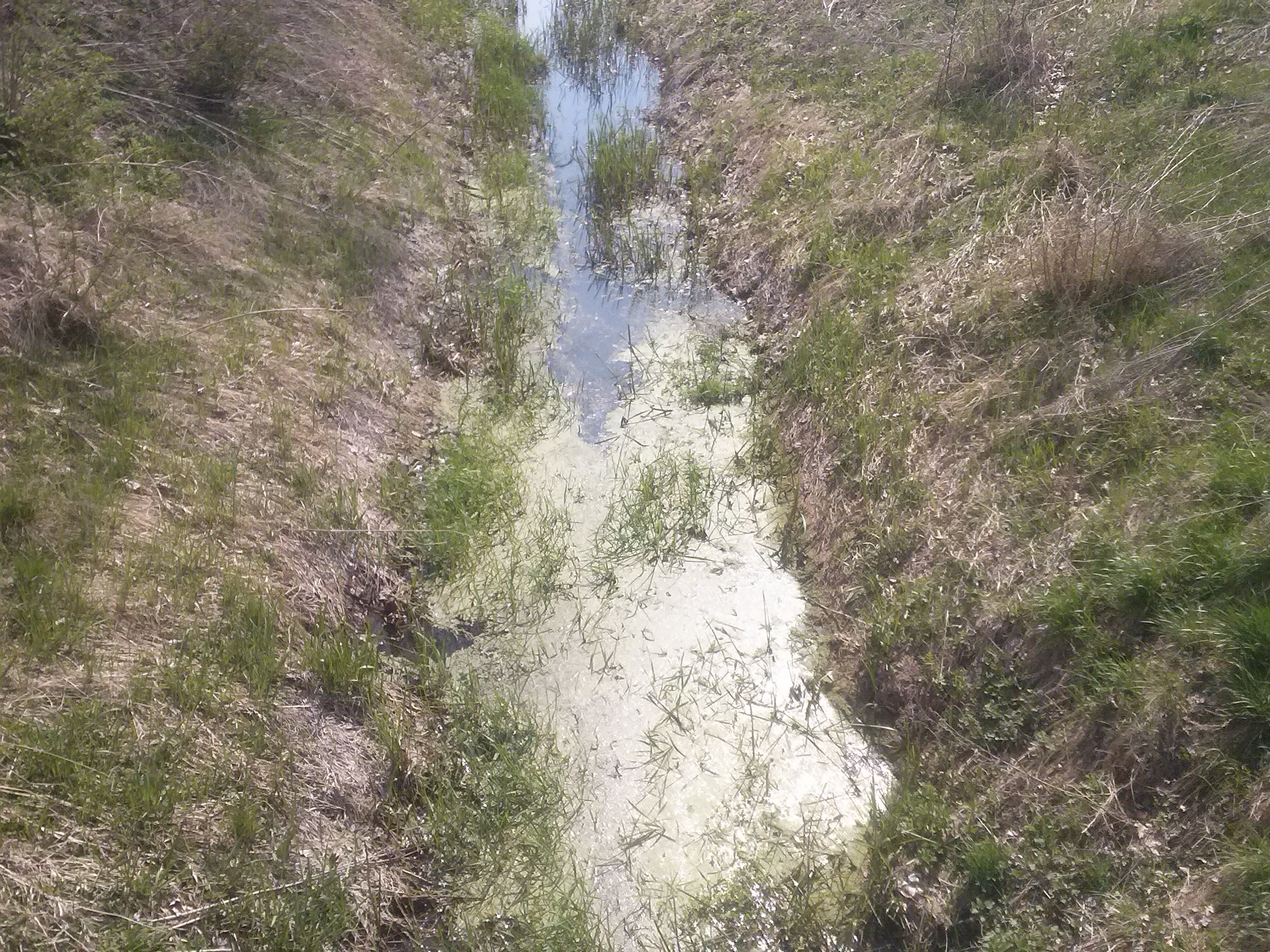
Przykopa na Podłużu